# ベラ・センター

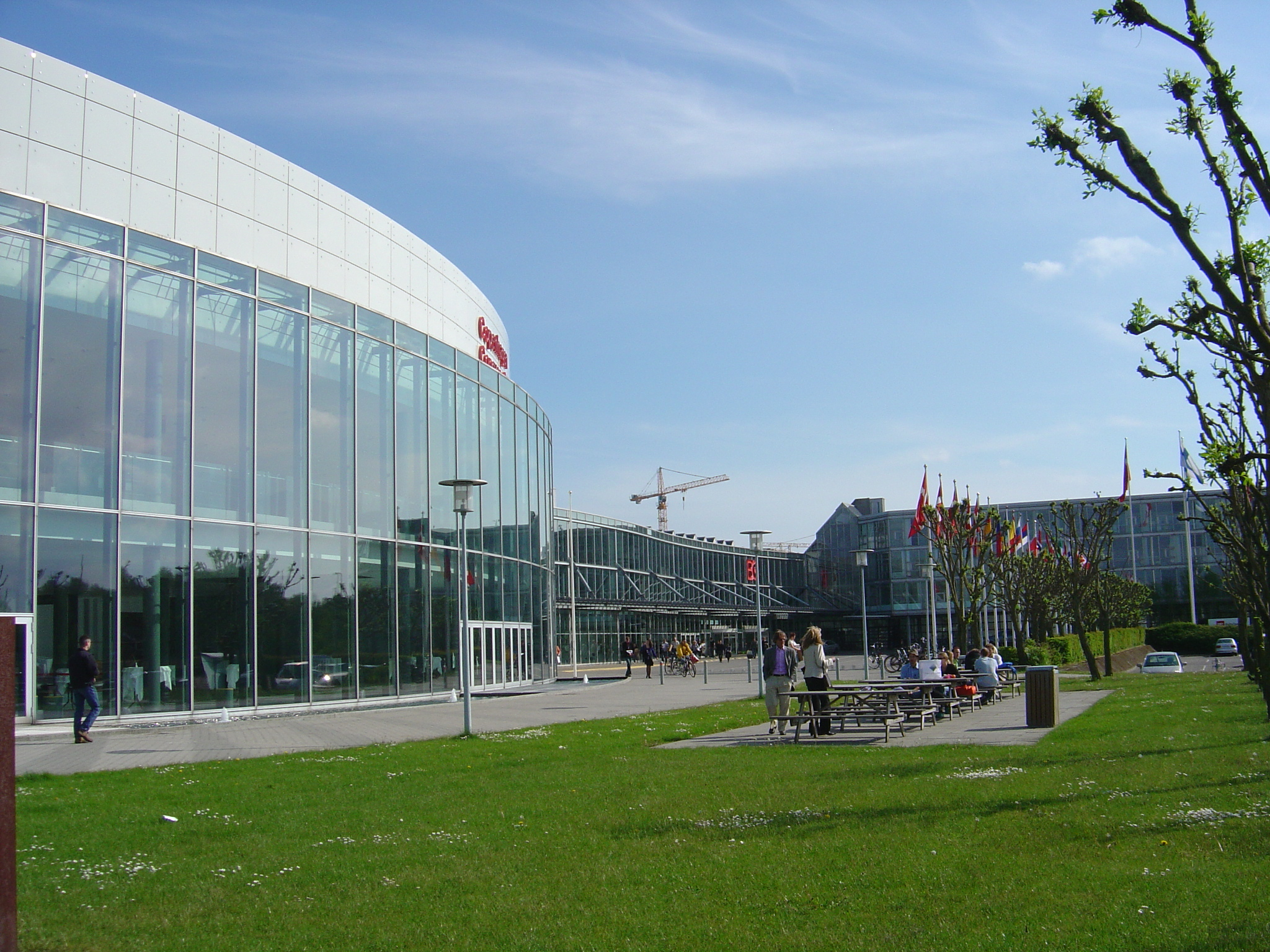
ベラ・センターと国際会議場

ベラ・センター（Bella Center）はデンマークコペンハーゲンに所在するスカンジナビアで最大規模の会議場。1975年9月に開場。最寄り駅のベラ・センター駅や、ゴルフ場もあり、2011年にはベラ・ホテルがオープンした。
2009年10月には第121次IOC総会兼オリンピックコングレスの会場にもなり、リオ五輪開催決定とラグビーとゴルフの新競技が採用された場所であった。

## ベラ・スカイホテル
2011年に完成した4つ星ホテル。建設費は160万クローネ 。